# Feng Tianwei
Feng Tianwei (冯天薇S, Féng TiānwēiP; Harbin, 31 agosto 1986) è una tennistavolista singaporiana.

## Palmarès
Olimpiadi
- 3 medaglie:
  - 1 argento (squadre a Pechino 2008)
  - 2 bronzi (squadre a Londra 2012, singolare a Londra 2012).

Mondiali
- 6 medaglie:
  - 1 oro (squadre a Mosca 2010)
  - 2 argenti (squadre a Canton 2008, squadre a Dortmund 2012)
  - 3 bronzi (doppio a Parigi 2013, squadre a Tokyo 2014, doppio a Suzhou 2015).

Coppa del mondo
- 7 medaglie:
  - 2 argenti (squadre a Linz 2009, squadre a Dubai 2010)
  - 5 bronzi (singolare a Kuala Lumpur 2008, squadre a Magdeburg 2011, singolare a Kobe 2013, squadre a Canton 2013, squadre a Dubai 2015).

Coppa d'Asia
- 4 medaglie:
  - 1 oro (singolare a Jaipur 2015)
  - 1 argento (singolare a Sapporo 2008)
  - 2 bronzi (singolare a Canton 2010, singolare a Dubai 2016).

Asiatici
- 5 medaglie:
  - 2 argenti (squadre a Lucknow 2009, squadre a Macao 2012)
  - 3 bronzi (doppio a Lucknow 2009, squadre a Busan 2013, singolare a Pattaya 2015).

Giochi asiatici
- 3 medaglie:
  - 1 argento (squadre a Canton 2010)
  - 2 bronzi (singolare a Incheon 2014, squadre a Incheon 2014).

Giochi del Commonwealth
- 7 medaglie:
  - 5 ori (squadre a New Delhi 2010, singolare a New Delhi 2010, squadre a Glasgow 2014, singolare a Glasgow 2014, doppio a Glasgow 2014)
  - 2 argenti (doppio misto a New Delhi 2010, doppio a New Delhi 2010).

Giochi del Sud-est asiatico
- 8 medaglie:
  - 5 ori (singolare a Vientiane 2009, squadre a Vientiane 2009, singolare a Palembang 2011, doppio a Palembang 2011, squadre a Singapore 2015)
  - 3 argenti (doppio a Vientiane 2009, doppio misto a Vientiane 2009, doppio a Singapore 2015).